# Michelle Dede
Pour les articles homonymes, voir Dede.
Michelle Dede est une actrice, productrice et animatrice de télévision nigériane née le 23 mars 1984 en Allemagne. Elle co-produit le film Flower Girl, est l'une des vedettes de la série télévisée Desperate Housewives Africa et du thriller dramatique What Lies Within.

## Jeunesse et éducation
Michelle Dede est née le 23 mars 1984 en Allemagne, son père étant Brownson Dede, diplomate nigérian et ancien ambassadeur en Éthiopie,. Elle grandit au Brésil avant de suivre ses études secondaires en Australie et en Éthiopie. Elle rejoint ensuite le Royaume-Uni pour étudier la mode et le marketing à l'American College de Londres. Elle est également titulaire d'un diplôme universitaire en communication et relations publiques de la même institution. Mais elle va abandonner ce parcours possible dans le marketing à Londres, pour privilégier une activité d'animatrice télé et surtout de comédienne à Lagos pour Nollywood : « Même si on est mal payé, rien ne me rend plus heureuse que de tourner des films. Je n’abandonnerais ça pour rien au monde. »

## Carrière
Sa carrière commence après des vacances au Nigeria. En 2006, aux côtés d'Olisa Adibua, elle co-anime la première édition de Big Brother Nigeria, une série télévisée nigériane basée sur la série Big Brother. Elle co-produit ensuite le film Flower Girl de 2013 avant de jouer le rôle de Tari Gambadia dans la série télévisée Desperate Housewives Africa. Elle cite Oprah Winfrey comme source d'inspiration en tant qu'animatrice de télévision. En 2017, Dede joue dans le thriller dramatique nigérian What Lies Within avec Paul Utomi, Kiki Omeili et Tope Tedela. En 2018, elle joue dans Moms at War.

## Filmographie
- Flower Girl (2013)
- Desperate Housewives Africa (2015)
- What Lies Within (2017)
- Moms at War (2018)
- Eve (2019)
- The Therapist (2021)[10]

## Vie privée
Dede est la sœur de l'actrice Najite Dede et l'ambassadrice de marque d'une entreprise de beauté, Emmaüs Beauty,.

## Récompenses
| Année | Prix                     | Catégorie                                          | Film             | Références |
| ----- | ------------------------ | -------------------------------------------------- | ---------------- | ---------- |
| 2017  | Best of Nollywood Awards | Meilleure actrice dans un rôle principal - Anglais | What Lies Within | [ 13 ]     |